# Твърдица (област Бургас)
Вижте пояснителната страница за други значения на Твърдица.
Твърдица е село в Югоизточна България. То се намира в община Бургас, област Бургас.

## География
Селото се намира на 14 km от общинския и областен център Бургас и на 3 km от съседното село Маринка.

## История
На мястото, където днес се намира село Твърдица и неговите околности, някога е съществувало населено място, известно като Архиянли (Ахренли).
Сведения за поселения под името Архиянли за първи път се срещат в регистър от 1543 г., в който са вписани броят на заселилите се на различни места по земите ни подвижни пастири, наречени юруци. По-късно, през 1676 г., то вече има 2 авариз ханета, т.е. между 20 и 30 домакинства или около 100 – 150 жители. Преоблазаващо населението на Архиянли се е занимавало с производство на зърнени храни.
През 1807 г. населението на Бургас и околните села се оплаква от нападенията на кърджалииските разбойници. Като представители на жителите на Архиянли под това оплакване се подписват чорбаджиите Дука и Яно, което показва, че очевидно преобладаващото население е било християнско.
През всичкото това време селото е спадало към Анхиалска (Поморийска) околия. Едва в началото на XIX в., заедно с 59 села от Поморийско и 9 села от Русокастренско, Архиянли се включва към околия Пиргос (Бургас). Но в документи от 1864 г. Архиянли е посочено изрично като чифлик. Така го заварва и Освобождението през 1878 г.
Навремето, в качеството си на адвокат, Стефан Стамболов печели няколко важни процеса, които му позволяват да купи земи от изселващите се турски селяни. Един от тези чифлици е и чифликът Архиянли. Общата площ на Стамболовия чифлик край Бургас (където се намира и днешното село Твърдица) е 30 000 декара.
След падането на Стефан Стамболов от поста министър-председател, той попада под непрекъснатите гонения от страна на новото Народно събрание. То избира комисия, която съставя протокол за секвестиране на Стамболовите имоти в цялата страна. Тогавашният министър на вътрешните дела – Стоилов, съзира незаконност в протокола, но комисията го изпраща без неговия подпис до всички общини, като има забранява по този начин да издават на Стамболов свидетелства за право на собственост, без които той не може да се разпорежда с имотите си. Въпреки че се нуждае от средства за лечение на диабета си в чужбина, Стамболов посреща тези разпореждания с мълчание. За чест на Бургаска община, след като виждат, че протоколът не е подписан от нито едно компетентно лице от министерството, служителите ѝ решават да не му обръщат внимание и издават исканите свидетелства. Така Стамболов успява да заложи имуществата си, намиращи се на територията на Бургаска околия.
По време и непосредствено след войните (Освободителната, Руско-Турската и Първата световна война) част от населението на Тракия, Западните покрайнини, Добруджа и пр. емигрира в днешните предели на България. Значителни преселвания стават и по силата на по-късно сключените, според разпоредбите на Ньойския договор, конвенции за размяна на население с Кралство Гърция. Всичко това оказва значително отражение върху облика на селищната мрежа в България. Създават се бежански квартали и махали и край редица градове и села възникват нови населени местности. Между 1920 г. и 1934 г. 45 от новозаселените местности са признати за села и махали.
В периода 1920 – 1924 г. около 100 бежански семейства от Тарфа, Фере, Каваклия, Узункюпрю, Дая Кадън, Харамия, Дели Юнус, Ташакьой, Денозек, Софлу, Карахадър, Докузюк, Гердели, Деркос, Чанакчиево, Каранли, Балъкио, Карамас, Караелен, Чаушлии, Караага и пр. са настанени в Стамболовия чифлик Архиянли. Жилищата им са построени на 2 – 3 места. На всяко бежанско семейство са раздадени земи и ливади за препитание, които са негодни за земеделие и бежанците са принудени да коренят гора и тръни, за да си осигурят обработваема земя. През 1927 г. Общинската комисия за настаняване на бежанците в с. Скеф, изпраща молба до Околиската комисия в Бургас да определи място за общо селище. През 1928 г. за представител на бежанците в Общинската комисия е избран Коста Копчелиев. През същата година се взема решение за оземляване на всички бежанци (включително пристигналите преди 1927 г.) и са раздадени парцели на площ от над 5000 декара.
На 14 юли 1928 г. Главна дирекция за настаняване на бежанците – София, съобщава, че в с. Архиянли ще се построят къщи за бежанските семейства. Раздаването на дворни места за построяването на къщи на сегашното място на село Твърдица започва през 1929 г. Преди 75 години, през 1930 г., бежанските семейства се настаняват в новите си домове. С Указ 162 чифлик Архиянли е преименуван на село Твърдица. Населението в този момент наброява 516 жители.
През 1934 г. с. Твърдица преминава от Скефска в Дюлгерска община. В плана си Общината залага построяването на училище с 2 класни стаи. Дотогава училището се е помещавало под наем в негодни частни квартири. Главен учител е била г-жа Марийка Николова. В периода 1936 – 1940 г. започва направата на пътища и полагането на телефонни стълбове. Търсят се и нови водоизточници.

## Население

### Етнически състав
Преброяване на населението през 2011 г.
Численост и дял на етническите групи според преброяването на населението през 2011 г.:
|                     | Численост |
| Общо                | 488       |
| Българи             | 475       |
| Турци               | -         |
| Цигани              | -         |
| Други               | -         |
| Не се самоопределят | -         |
| Неотговорили        | 10        |

## Религии
На 17 октомври 2011 г. Сливенският митрополит Йоаникий в съслужение с духовници освещава първата църква в селото, наречена „Рождество Богородично“. Още през 2003 г. именно архиерийският наместник свещеноиконом Борис Беров подема идеята в Твърдица да бъде изграден православен храм. През 2005 г. община Бургас учредява безвъзмездно право на строеж, а три години по-късно започва фактическото строителство на светия дом.
В градежа с доброволен труд и дарения се включват жителите на Твърдица, архитекти безвъзмездно изготвят нужните проекти, община Бургас на няколко пъти се включва с финансови средства. Основният принос за храма обаче остава на бургаската църква „Света Богородица“, която поема финансирането и на личните усилия на отец Беров. Със значителни средства помага и Дирекция „Вероизповедания“ на МС през 2007 г. Общата площ на новопостроената църква е 140 m², заобиколена от огромен, над 2 декара двор. Иконостасът е от орехово дърво и е резбован от майстор Румен Русев, а иконите върху него са изографисани от Николинка Костадинова.

## Редовни събития
По традиция съборът на селото се е провеждал на 21 септември – Рождество Богородично. Според актуалния църковен календар, сега празникът на селото се празнува на 8 септември.

## Личности
- Никола Станчев, спортист в свободната борба и пръв български олимпийски шампион на олимпиадата в Мелбърн през 1956 г.